# Annelies Edenharter
Annelies Edenharter (* 20. Jahrhundert) ist eine ehemalige deutsche Schauspielerin.

## Leben
Annelies Edenharter war über mehrere Jahrzehnte lang hinweg als Schauspielerin am Theater und in der Filmbranche tätig. Sie wirkte in mehreren DEFA-Filmen und in Fernsehserien des Deutschen Fernsehfunks mit. Sie spielte dabei zumeist Nebenrollen.
Sie war mit dem Schauspieler Otto-Erich Edenharter verheiratet. Ihre beiden aus dieser Ehe stammenden Kinder Bodo Wolf und Birgit Edenharter ergriffen später ebenfalls den Schauspielberuf. Es sind bislang nur sehr wenige biografische Daten über sie veröffentlicht worden.

## Filmografie (Auswahl)
- 1963: Die Glatzkopfbande
- 1981: Polizeiruf 110: Auftrag per Post (TV-Reihe)